# Valdemar (musikgrupp)
Valdemar är en svensk musikgrupp från Göteborg, aktiv sedan 1998. Gruppens musik är influerad av bland andra Bob Dylan och Eldkvarn. Sångare och huvudsaklig låtskrivare är Valle Erling. Valdemar har gett ut fyra album och två singlar, och på scen har de spelat med artister som Plura och Carla Jonsson, Tomas Andersson Wij, Kajsa Grytt, Mattias Hellberg, Love Olzon, Nina Kinert, Totta Näslund och Freddie Wadling. Gruppen har tolkat Dylan vid flera tillfällen, bland annat som husband vid Dylanfestivalen i Göteborg i samband med artistens sextioårsdag.

## Medlemmar
Nuvarande medlemmar
- Valle Erling – sång, gitarr, munspel
- Kristin Lidell – trumpet, dragspel
- Björn Almgren – saxofon, slagverk
- Anders Sjöling – elbas, kontrabas
- Claes Johansson – piano, hammondorgel
- Dan Helgesen – hammondorgel
- Mia Edvardson – sång
- Anna Andersson – sång
- Gunnar Frick – gitarrer, pedal steel guitar
- Peter Strandberg – trummor

Tidigare medlemmar
- David Ekh – gitarrer, dobro, mandolin
- Miko Rezler – trummor
- Hans Asteberg – synthesizer, gitarr
- Roberto Laghi – gitarrer m.m.
- Göran Svenningsson – lap steel guitar
- Tobias Edvardson – violin
- Ylwa Wålstedt – viola
- Lotten Zimmergren – cello
- Maja Berndes – bakgrundssång
- Karolina Nyström – bakgrundssång
- Murre Roos – bakgrundssång

## Diskografi
Studioalbum
- 1998 – Härifrån
- 2000 – Hela vägen
- 2002 – Hit

Livealbum
- 2007 – Saving Grace : The Gospel Songs of Bob Dylan : Live in Hagakyrkan Göteborg (Valdemar med Mattias Hellberg & medlemmar av London Community Gospel Choir)
- 2011 -  Not Dark -yet in Gothenburg : featuring Ulf Dageby & Totta

Singlar
- 2001 – "Väntar vid din dörr" / "Jag kommer alltid hålla dig högt"
- 2002 – "Hon & Han" / "Sidamo"
- 2003 – "I Wanna Be Your Lover" / "Precious Angel" (CD-singel: Mattias Hellberg, Valle Erling, Valdemar)